# Igal Bashan
Igal Bashan (în ebraică:יגאל בשן, n.11 septembrie1950 - 9 decembrie 2018) a fost un cântăreț și compozitor israelian de muzică ușoară.

## Biografie
Bashan s-a născut în 1950 în moșavul Nahlat Yehuda de lângă Rishon Letzion în Israel sub numele Igal Bashari (יגאל בשארי) în familia lui Yosef Bashari și a soției lui, Tziona, evrei originari din Yemen. 
În copilărie s-a îndrăgostit de muzica ușoară, ascultând discurile lui Elvis Presley și Beatles. A învățat să cânte din voce și la chitară. S-a perfecționat în timpul studiilor la liceul de arte „Renanim” din Tel Aviv.  
La 15 ani, în 1965 a debutat, împreună cu colega sa de liceu, Shlomit Aharon, în duo-ul «Igal și Shlomit». Au apărut împreună vreme de doi ani și au înregistrat un număr de cântece, între care Gil Hazahav, Shnat alpayim. S-au despărțit cu ocazia recrutării lui Bashan în armată.    
La 17 ani a cântat în muzicalul I like Mike, alături de Shula Hen și bunul său prieten Moti Giladi, care i-a recomandat să-și ebraizeze numele din Bashari în Bashan. În septembrie 1968 a scos primul său disc cu 4 cântece - Ahavti yaldá, Yesh li pnay, Karnaval și Arey Hagadá, care l-a făcut vestit.
În armată a servit în ansamblul muzical al Comandamentului de Nord. 
Bashan a fost membru al trioului vocal Kemó tzoaní (Ca un țigan), care s-a produs, între altele, în emisiunea muzicală de televiziune precum și cântecele devenite șlagăre pe care le-a compus având melodii și armonii caracteristice,  l-au impus pe scena muzicii ușoare israeliene și a șansonului ebraic (zemer ivrí) .Între acestea se pot menționa:
- Yesh li tzipor ktaná balev (Am o păsărică în inimă)
- Hopa Hey
- Boyi naase lanu hag (Vino să ne facem sărbătoare)
- Shamaiym (Cer)
- Tehaykhu (Zâmbiți)
- Shalom lakh moledet  (Salut, patrie)
- Sivan (muzica - împreună cu Shmulik Czizik, autorul textului - interpretat cu formația Brosh)

Igal Bashan a fost căsătorit din 1972 cu Mika Meridor, fotografa și creatoare de moda, fiica comandantului și politicianului Yaakov Meridor. 
Au avut o fiică, Elinor, actriță și cofetară, și un fiu, Uri Bashan, cântăreț.  
În ultimii cinci ani de viață a suferit de dureri cronice și depresie. După două încercări de sinucidere în 2014 si 2015 cu ajutorul unui cuțit, a decedat în 2018 în urma unei noi încercări care a reușit la domiciliul său din Tel Aviv.
Sicriul a fost expus pentru un ultim omagiu al publicului în fața Teatrului Habima și apoi, Bashan a fost înmormântat la cimitirul Kiryat Shaul din Tel Aviv.

## Premii și onoruri

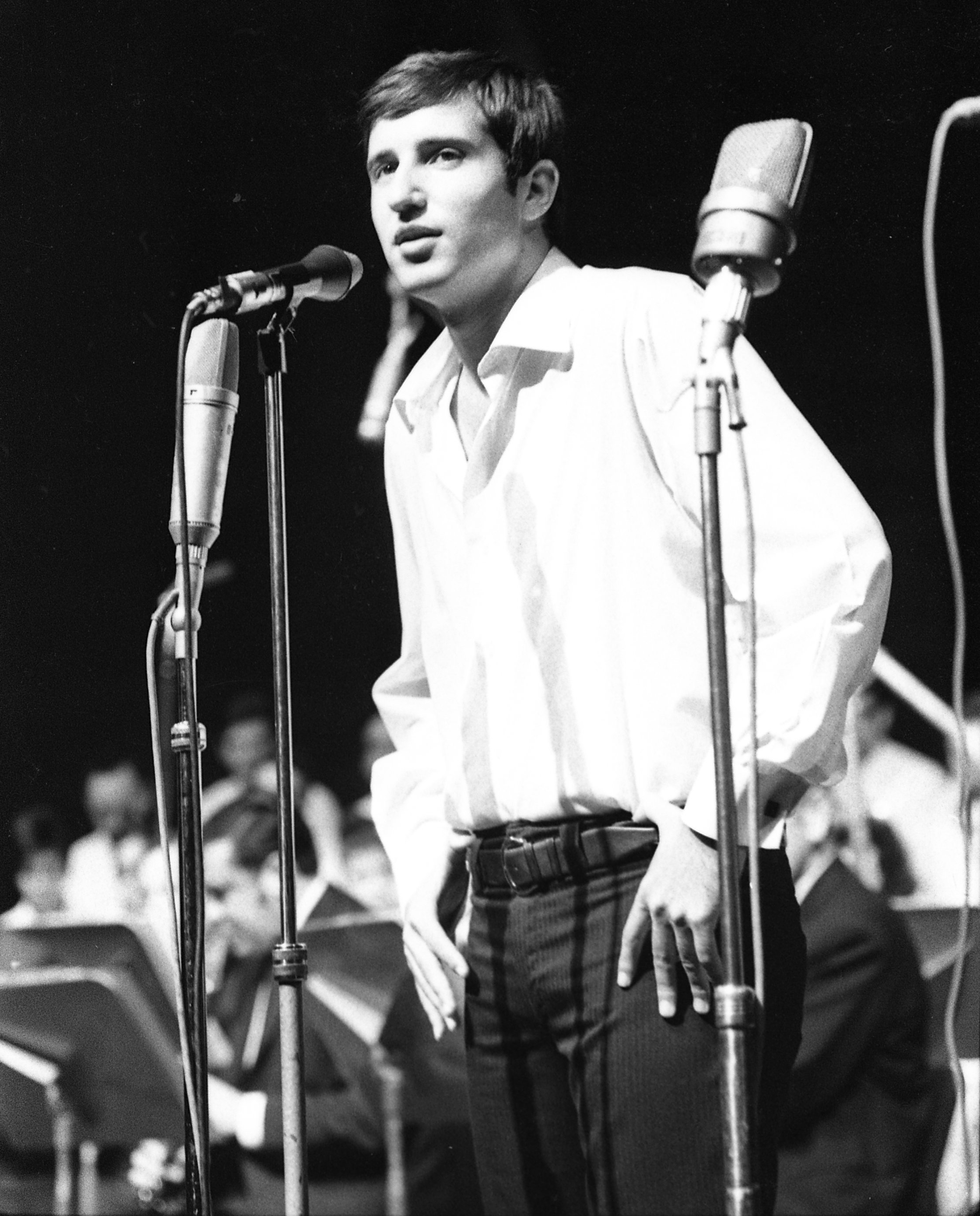
Fotografie din 1969 la festivalul cântecului hasidic

- 1969 - Premiul Kinor David (Lira lui David) pentru "Al gal haèven halevaná"
- 1969 -  Locul  al doilea la Festivalul cântecului  hasidic cu Ose Shalom de Nurit Hirsh
- 1969 -  Cântecul  Matok Matok s-a clasat pe locul întâi la parada slagărelor de la Radio Galey Tzahal
- 1974 - Locul întâi la Festivalul cântecului oriental din Israel cu cântecul Likrat Shabat
- 1974 - Cântărețul anului - după clasamentul posturilor de radio Galey Tzahal și Kol Israel
- 1982 - Cântărețul anului - dupa clasamentul Canalului de radio Gimmel
- 1983 - Cântecul său, Hopa Hey, în interpretarea lui Ghidi Gov, a ocupat locul doi la Festivalul cântecelor pentru copii și, în 1984 locul întâi la festivalul Festigal
- 1985 - Cântecul său si al lui Uzi Hittman Anahnu nisharim baaretz (Rămânem în țară) ,în interpretarea trioului vocal Kemó Tzoaní (Bashan, Yonatan Miller,Uzi Hittman) a fost cântecul anului la Parada șlagărelor a Canalului de radio Gimmel, (după ce slagarul lor Kemó Tzoaní s-a clasat pe locul al doilea la Pre-Eurovision, după „Olè-Olè” al lui Kobi Oshrat și interpretat de Izhar Cohen)
- 1992  - Formația Hopa Hey (cu Aharon Pereira și Avi Dor) a ocupat locul întâi la Festigal cu cântecul Hei, atzor! (Hei,oprește!)
- 2016 - Premiul AKUM - al Asociației autorilor, compozitorilor și editorilor din Israel  - pentru întreaga sa activitate